# بخش مود
شهر مود یکی از شهرهای کوچک و کم جمعیت شهرستان سربیشه در استان خراسان جنوبی ایران است. مود تا سال ۱۳۹۷ بخش بود، اما پس از آن سال با دارا بودن شرایط کلی شهری، با امضای استاندار خراسان جنوبی و فرماندار شهرستان سربیشه برای تبدیل گشتن بخش مود به شهر، دست آنها سمت مُهر و اِستَند رفت. در ابتدای سال ۱۳۹۲ به خصوص طی ماه های اول الی پنجم خورشیدی، توجه سیاستمداران ایرانی سمت ۲ تصمیم بسیار مهم کشوری جلب شده بود. اولین آن که موفقیت آمیز هم بود، لایحه دوفوریتی تبدیل شدن ۴ بخش در ایران به شهر و همچنین تبدیل ۱۸ روستای متوسط تا بزرگ به بخش و یا حتی شهرک و شهر اولین مسئله حائز اهمیت مجلس بوده است. همانگونه که بدیهی است، بخش مود، مرکز بخش مود، واقع در شهرستان سربیشه می‌باشد. از نکات مهمی که سبب شهر شدن پایتخت فرش بافی ایران گشت، همین مضمون و دو نکته دیگر، یعنی نزدیکی و فاصله کم آن هم با شهر سربیشه و نیز به ویژه شهر بزرگ بیرجند مرکز استان خراسان جنوبی محسوب می شد. دومین  موضوع تک‌فوریتی انتقال پایتخت سیاسی از تهران به یک شهر دیگر مثل سمنان که از گزینه های اساسی بود و یا ساخت یک شهر جدید با نهایت زیرساخت های مهم و بسیار حساس و نه تنها فقط مورد نیاز و حیاتی بوده است. چندین نفر از استادان برجسته دانشگاه‌ها و مسئولین رده بالا و تحصیل‌کرده آکادمیک به پیشنهاد یک طرح غیرعلنی مطرح در کمیسیون راه و شهرسازی مجلس شورای اسلامی که شامل ۲۲ نفر است، ۲۰ نفر با مشارکت خود و ۲ نفر از نمایندگان با انتخاب رئیس و نائب رئیس این کمیسیون راهی آن می شوند. اگرچه طبق گفته استادان ممتاز پژوهشی جغرافیای سیاسی و ۸ نفر از کارشناسان محیط زیست، جغرافیا، مسکن و شهرسازی و... که در تدوین و همیاری این طرح نسبتاً اولیه شراکت داشتند. این ماجرا از آنجایی نسبتاً اولیه عنوان می‌شود زیرا، غیر از سال ۱۳۹۲ هجری خورشیدی، پیش از آن تا آن زمان طرح انتقال پایتخت دو بار دیگر مطرح و پیگیری اندکی شده بود، که یکی از آنها نیز، حتّی پیش از انقلاب اسلامی؛ بیان شده بود!

```
در کل این شهر براساس آخرین داده های سیستم اطلاعات جغرافیایی در سال ۱۴۰۰، دارای ۳٫۷٠٠ متر از بیشترین درازا(طولی) بوده و جدیدترین جمعیت آن، ۴۵۴۶۷ نفر بوده است. در ایام تاسوعا و عاشورای حسینی بسیاری از مردم بیرجند، سایر شهرهای شهرستان و حتی استان، که در اصالت اهل مود هستند؛ جهت برپایی عذاداری و سوگواری شهادت حسین بن علی به مود میروند و گاهی جمعیت شناور آن به حداکثر ۸۰ هزار نفر نیز میرسد.
[
۵
]
[
۶
]
```

## جمعیت
بنابر سرشماری مرکز آمار ایران، جمعیت بخش مود شهرستان سربیشه در سال ۱۳۸۵ برابر با ۱۱،۸۰۳ نفر بوده است.

## تقسیمات کشوری
- بخش مود
  - دهستان مود با جمعیت ۴۴۰۳ نفر
  - دهستان نهارجان با جمعیت ۴۹۴۹ نفر

شهر مود